# Erythropalaceae
Famille
Synonymes
- Heisteriaceae van Tieghem[1]

Les Erythropalaceae (les Erythropalacées) sont une famille pantropicale de plantes à fleurs appartenant à l'ordre des Santalales, validée par la classification APG IV,. Elles étaient auparavant incluses dans la famille des Olacaceae. 
Elle comprend seulement 1 genre monospécifique : Erythropalum Blume, dont l'espèce type est  Erythropalum scandens Blume.